# Lewan Berianidse
Lewan Berianidse (georgisch ლევან ბერიანიძე; englisch Levan Berianidze; * 10. Oktober 1990 in Tiflis) ist ein georgischer Ringer, der seit 2015 für Armenien startet. Er gewann bei der Weltmeisterschaft 2010 eine Bronzemedaille im freien Stil im Schwergewicht.

## Werdegang
Lewan Berianidse ringt seit dem Jahre 1999. Er konzentriert sich dabei auf den freien Stil und trainiert in einem Ringerzentrum des georgischen Ringerverbandes in Tiflis. Seine Trainer waren bzw. sind Tamasi Bendianaschwili, Johny Loria und Lexa Moldibadse sowie der Nationaltrainer der georgischen Freistil-Nationalmannschaft Zaza Turmanidse. Bei einer Größe von 1,84 Metern startet er im Schwergewicht, der Gewichtsklasse bis 120 kg Körpergewicht. Trotz seiner Jugend gehört er zu den besten georgischen Schwergewichtlern, der allerdings in Dawit Modsmanaschwili und Giorgi Sakandelidse zwei sehr starke Konkurrenten hat. In den Jahren 2010 und 2011 wurde er hinter Dawit Modsmanaschwili jeweils georgischer Vizemeister.
Im Jahre 2008 belegte Lewan Berianidse bei der Junioren-Europameisterschaft in Košice hinter Oleg Iwanow aus der Ukraine und Andrei Romanow aus Moldawien den 3. Platz und wenig später kam er bei der Junioren-Weltmeisterschaft 2008 in Istanbul hinter Soslan Gaglojew, Russland und Elier Romero Camacho aus Kuba ebenfalls auf den 3. Platz.
Im Jahre 2010 erkämpfte sich Lewan Beriaschwili durch gute Platzierungen bei bedeutenden internationalen Turnieren einen Startplatz bei der Weltmeisterschaft in Moskau. Er konnte dort überzeugen und gewann als 20-Jähriger mit Siegen über Bartłomiej Bartnicki, Polen, Marid Mutalimow, Kasachstan und Fardin Masoumi Valadi, Iran, einer Niederlage gegen Biljal Machow, Russland und einem weiteren Sieg über Dániel Ligeti, Ungarn, den er mit 2:1 Runden und 5:3 Punkten besiegte, eine WM-Bronzemedaille.
2011 kam er zu keinem Einsatz bei einer internationalen Meisterschaft, weil ihm vom georgischen Ringerverband Davit Modsmanaschwili vorgezogen wurde. Als kleines Trostpflaster kann aber sein Sieg bei der "Beach-Wrestling"-Weltmeisterschaft in Batumi im Schwergewicht gelten, wo er vor Giorgi Sakandelidse, Mehman Imamgulijew, Aserbaidschan und Savas Bas. Türkei siegte. Diese Sportart ist aber nicht olympisch.

## Internationale Erfolge
| Jahr | Platz | Wettbewerb                                                 | Gewichtsklasse | Ergebnis |
| 2008 | 3.    | Junioren-EM in Košice                                      | Schwer         | hinter Oleg Iwanow, Ukraine und Andrei Romanow, Moldawien |
| 2008 | 3.    | Junioren-WM in Istanbul                                    | Schwer         | hinter Soslan Ruslanowitsch Gaglojew, Russland und Elier Romero Camacho, Kuba |
| 2010 | 2.    | Golden-Grand-Prix in Tiflis                                | Schwer         | hinter Fardin Masoumi Valadi, Iran, vor Dawit Modsmanaschwili, Georgien und Davout Ahmadi, Iran                                                                                               |
| 2010 | 3.    | Golden-Grand-Prix in Baku                                  | Schwer         | hinter Fatih Çakıroğlu, Türkei und Tervel Dlagnev, USA, gemeinsam mit Ali Issajew, Aserbaidschan                                                                                              |
| 2010 | 3.    | WM in Moskau                                               | Schwer         | nach Siegen über Bartłomiej Bartnicki, Polen, Marid Mutalimow, Kasachstan und Fardin Masoumi Valadi, einer Niederlage gegen Biljal Machow, Russland und einem Sieg über Dániel Ligeti, Ungarn |
| 2011 | 3.    | "Giorgi-Kartozija - Wachtang-Balawadse"-Memorial in Tiflis | Schwer         | hinter Dawit Modsmanaschwili und Alexei Schemarow, Belarus |
| 2011 | 8.    | Golden-Grand-Prix in Baku                                  | Schwer         | nach einem Sieg über Igor Dschiatko, Belarus und einer Niederlage gegen Jamaladdin Magomedow, Aserbaidschan                                                                                   |
| 2011 | 1.    | WM im "Beach-Wrestling" in Batumi                          | Schwer         | vor Giorgi Sakandelidse, Georgien, Mehman Imamgulijew, Aserbaidschan und Savas Bas, Türkei |

## Erläuterungen
- alle Wettkämpfe im freien Stil
- WM = Weltmeisterschaft, EM = Europameisterschaft
- Schwergewicht, Gewichtsklasse bis 120 kg; Schwergewicht im Beach-Wrestling, über 90 kg Körpergewicht